# AgustaWestland AW159 Wildcat
AgustaWestland AW159 Wildcat (попередня назва: Future Lynx та Lynx Wildcat) — військовий багатоцільовий гелікоптер комапанії «AgustaWestland», поліпшена версія «Westland Super Lynx», для розвідки поля бою, висадки десанту, порятунку та евакуації поранених — армійський варіант, для пошуку та знищення підводних човнів і кораблів, підтримки десанту, ліквідації мінно--вибухових загороджень, порятунку тих, хто терпить лихо — морський варіант. Він знаходиться на озброєнні Алжиру, Бангладешу, Великої Британії, Філіппін та Південної Кореї.

## Історія
22 червня 2006 року Міністерство оборони Великої Британії виділило мільярд фунтів стерлінгів на програму розробки та випробування гвинтокрила «Future Lynx». Армія Великої Британії мала намір замовити 40 одиниць, Королівський флот — 30 одиниць, причому замовлення могло бути збільшене до 45 та 35 гелікоптерів відповідно. Гелікоптер «Future Lynx» позиціонувався як гелікоптер з класичними динамічними системами, але з новітнім облавковим обладнанням, хоча частина систем планується запозичити у вертольота «Super Lynx». Фюзеляж мав бути перепроектований. З метою збільшення внутрішнього обсягу йому надали трикутну в перетині форму. Розробку проекту було доручено кмпанії «AugustaWestland». 

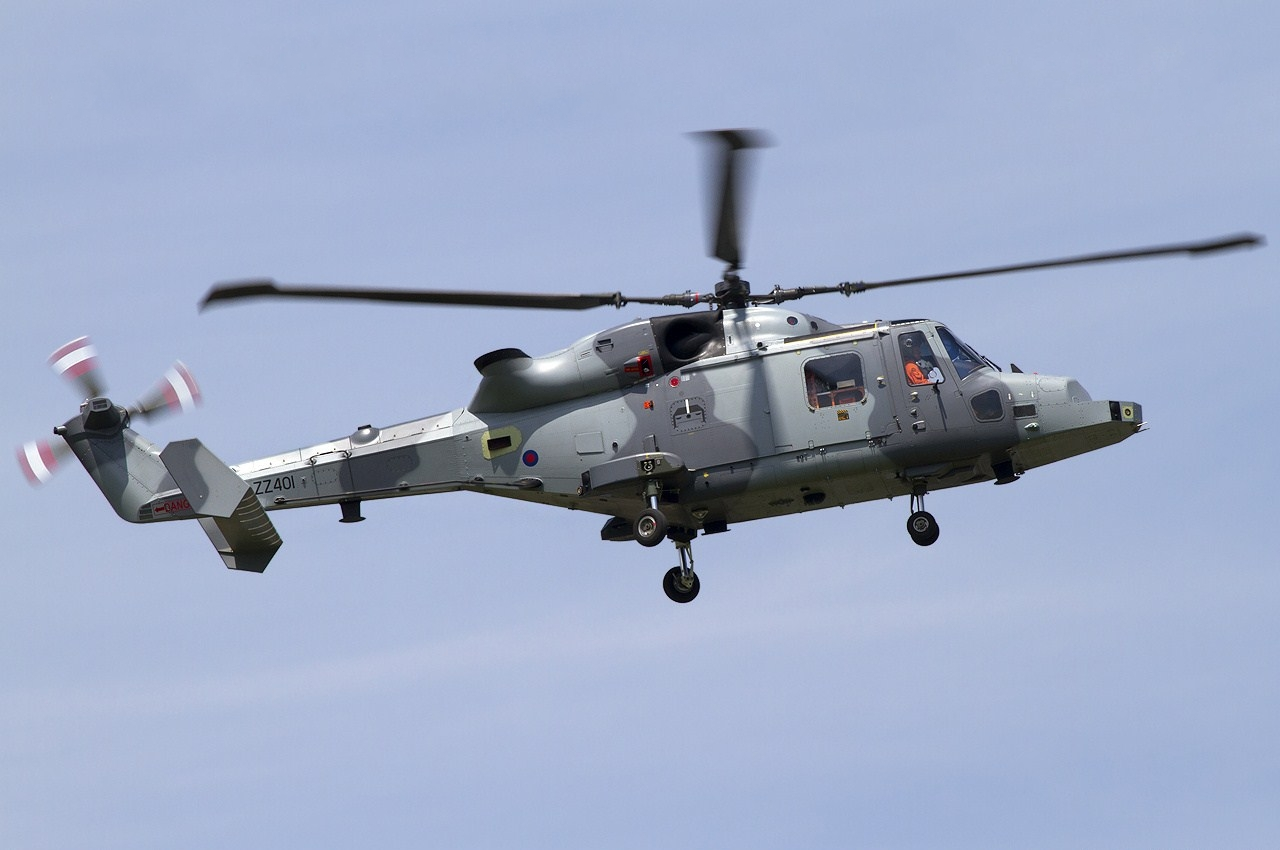
Прототип «Wildcat» (ZZ401), 2011 рік

В результаті компанією «AgustaWestland» було створено багатоцільовий гелікоптер. 24 квітня 2009 року компанія «AgustaWestland» оголосила, що новий гелікоптер отримає назву «AW159», у Збройних силах Великої Британії він буде називатися «Wildcat».
12 листопада 2009 року прототип вертольота AgustaWestland AW 159 (ZZ400) здійснив перший політ з летовища компанії «Westland» в Йовілі, Сомерсет, Південно-Західна Англія.
У липні 2009 року було оголошено, що вартість програми зросла до 1,7 млрд фунтів.
2012 року завершилися морські випробування AW159 Wildcat для ВМС. Він виконав 390 посадок на корабельну палубу, з них 148 - у нічний час. Wildcat HMA Mark 2 відрізняється більш сучасним бортовим обладнанням, а також новою кабіною пілотів. Гелікоптер розвиває швидкість до 296 км / год і здатний долати до 777 км.
Для Збройних сил Великої Британії було замовлено загалом 71 «AW159 Wildcat», 43 для Британської армії та 28 для Королівського флоту.

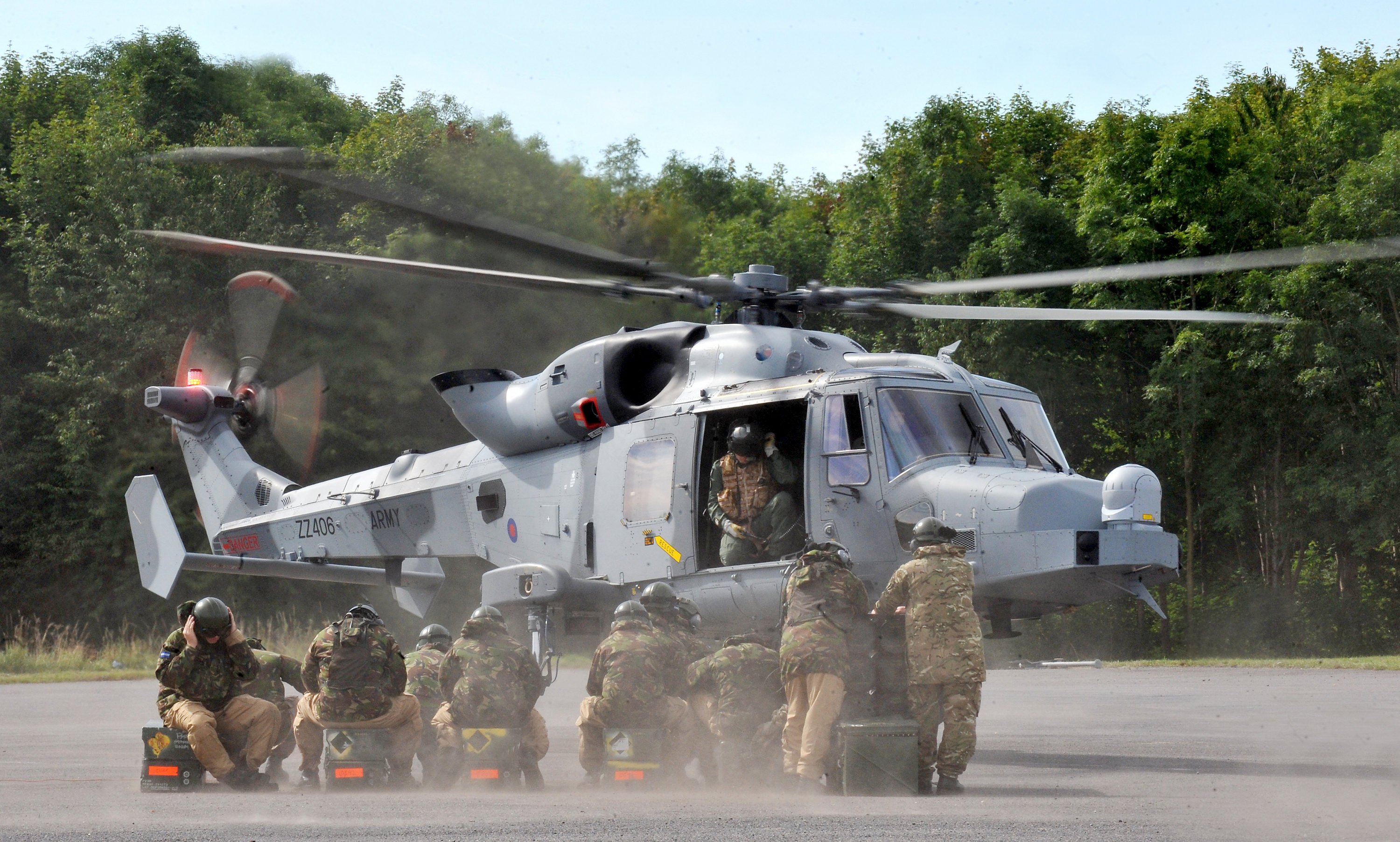

23 березня 2016 року було повідомлено про укладення контракту на закупівлю для авіації ВМС Філіппін двох гелікоптерів «AgustaWestland AW159 Wildcat». Міністерство оборони Філіппін заявило, що вартість контракту (з супутнім обладнанням та озброєнням) буде 5,3 млрд песо (близько 114 млн. доларів). 17 червня 2019 року, під час святкування 121-ї річниці ВМС Філіппін, відбулася церемонія введення до складу авіації ВМС Філіппін двох гвинтокрилів «AW159 Wildcat». Вони увійшли до складу 40-ї морської вертолітної ескадрильї (МН-40) авіаційного крила морської авіації. На церемонії був присутній президент Філіппін Родріго Дутерте. Передача гвинтокрилів компанією виробником авіації ВМС Філіппін відбулась з шестимісячною затримкою, відносно до контрактного терміну.

## Конструкція
Фузеляж «AgustaWestland AW159 Wildcat» є монококом, який виконаний з алюмінієвих сплавів для несучих деталей, та склотекстоліту для інших. Він виконаний за класичною одногвинтовою схемою з кермовим гвинтом. Гвинт чотирилопатевий, композитний. Гелікоптер «AW159 Wildcat» оснащений новим обладнанням та датчиками, вдосконаленою РЛС та апаратурою зв'язку, облавковим озброєнням та «скляною» кабіною з чотирма широкоформатними дисплеями. На «AW159 Wildcat» вбудований комплект оборонних засобів, що складається з системи попередження про наближення ракети, приймальних пристроїв РЛС попередження та автомата скидання засобів боротьби з системами РЕП. 

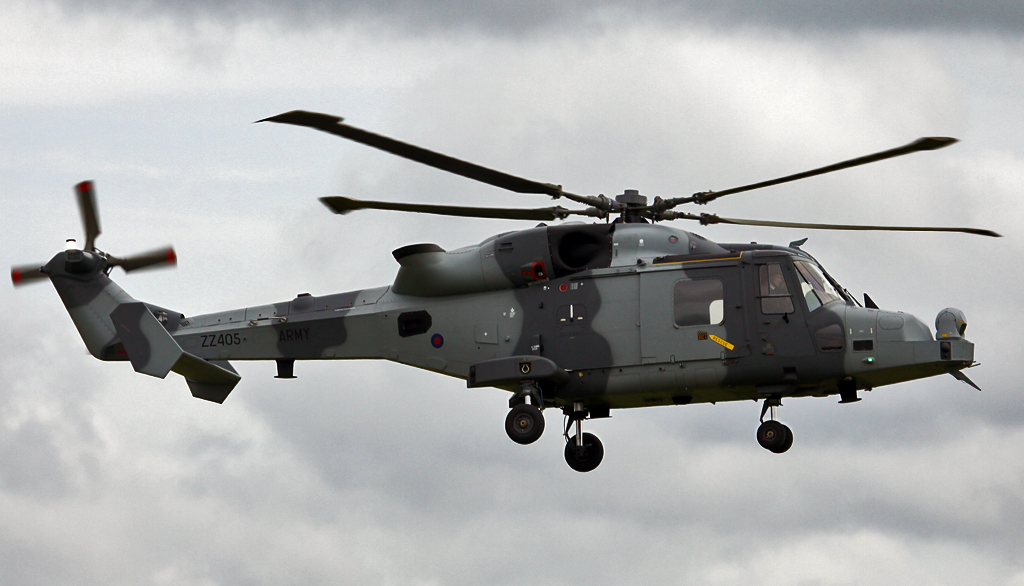

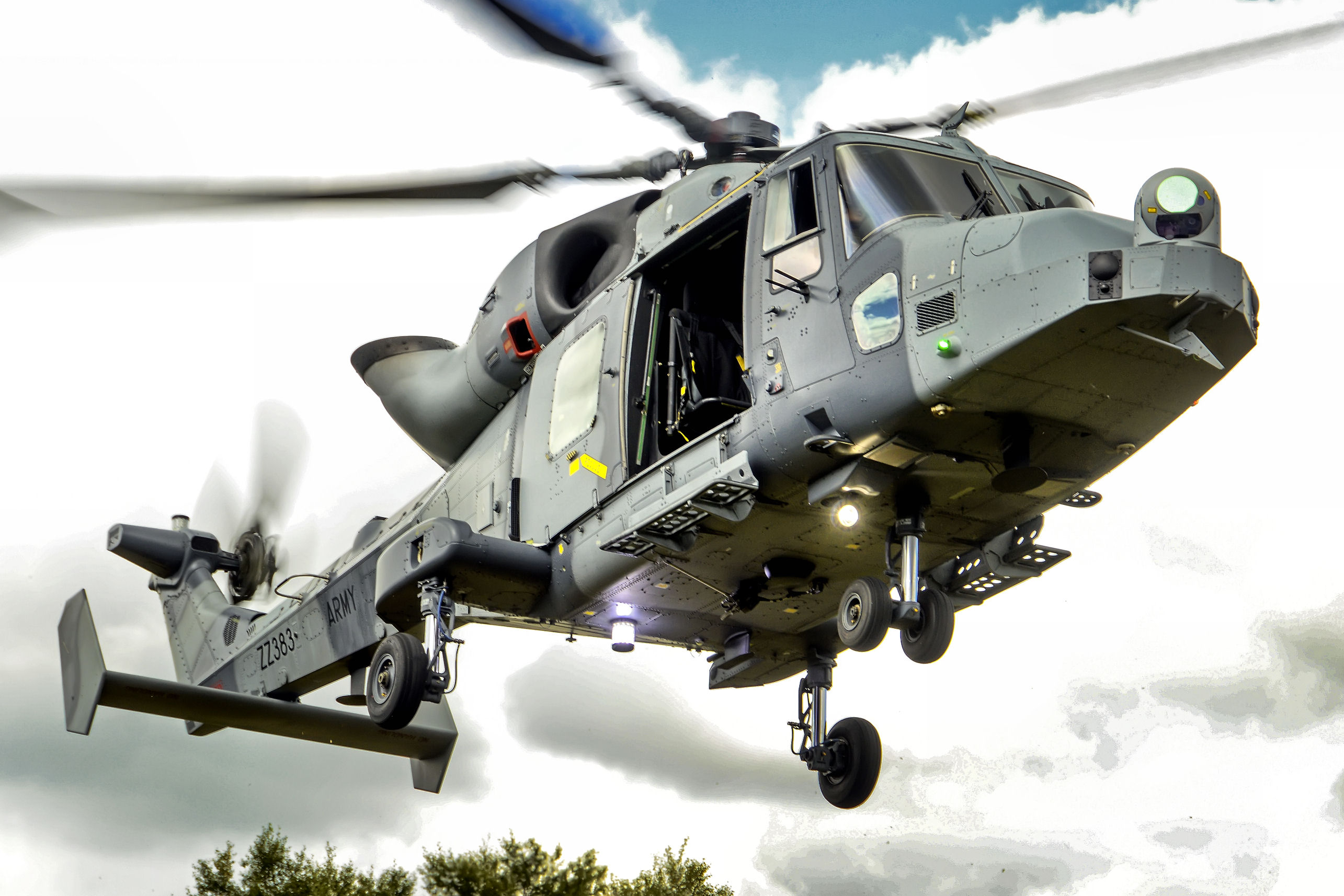

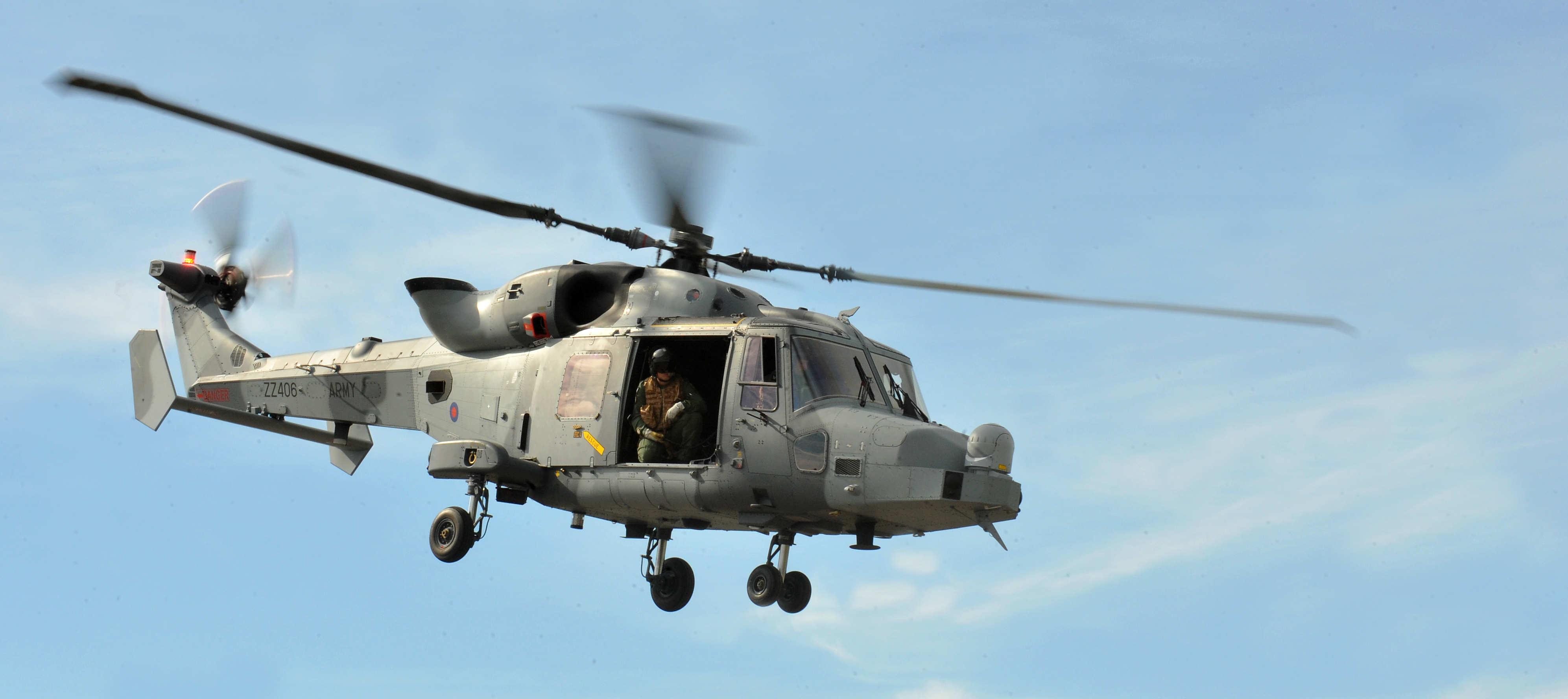

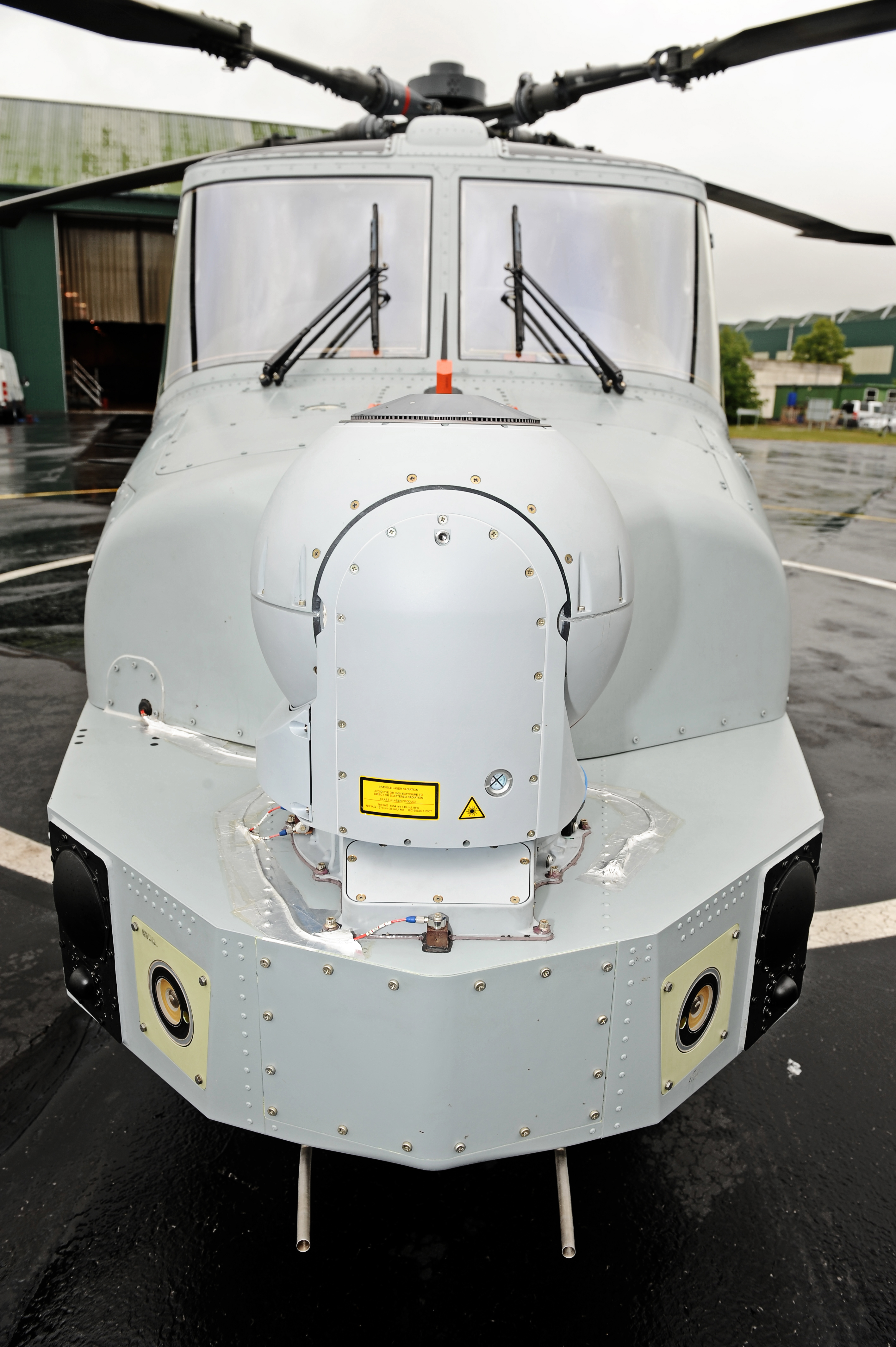
Передня частина «AW159 Wildcat»

Гелікоптер «AW159 Wildcat» вміщує до семи осіб (2 члени екіпажу + 5 пасажирів) та може використовуватися для транспортування вантажів.

## Модифікації
- AW159 Wildcat AH1 — базова версія для проведення сухопутних операцій[11];
- AW159 Wildcat HMA2 — протичовнова версія для Королівського флоту Великої Британії[12].

## Оператори
Алжир
- Військово-морські сили Алжиру — 6 одиниці «AW159 Wildcat HMA2»[13][14]

 Бангладеш
- Військово-морські сили Бангладешу — 2 одиниці «AW159 Wildcat HMA2»[15][16]

 Велика Британія
- Британська армія — 43 одиниці «AW159 Wildcat AH1»[7][17]
- Королівський флот — 28 одиниць «AW159 Wildcat HMA2»[7][17]

 Південна Корея
- Військово-морські сили Республіки Корея — 8 одиниць «AW159 Wildcat HMA2»[17]

 Філіппіни
- Військово-морські сили Філіппін — 2 одиниці «AW159 Wildcat HMA2» (станом на травень 2019 року)[17][18]

## Літально-технічні характеристики
Основні характеристики
- Екіпаж: 2
- Пасажиромісткість: 5
- Довжина: 15,24
- Висота: 3,73
- Діаметр несучого гвинта: 12,8

- Маса порожнього: 3300
- Максимальна злітна маса: 6000
- Силова установка: 2 × турбовальний «LHTEC CTS800-4N»  1360 к.с. кожен ( )

Льотні характеристики
- Максимальна швидкість: 311
- Крейсерська швидкість: 275
- Практична дальність: 775
- Практична стеля: 4570

Озброєння
- Стрілецько-гарматне: 12,7-мм кулемет або 20-мм гармата
- Бойове навантаження: кулемети FN MAG (армія) чи Browning M2 (флот)
- Керовані ракети: 4× MBDA Sea Venom
- Некеровані ракети: 20× «Thales Martlet»
- Бомби: торпеди «Sting Ray»